# Eretmocerus longicornis
Eretmocerus longicornis är en stekelart som beskrevs av Gennaro Viggiani och Battaglia 1983. Eretmocerus longicornis ingår i släktet Eretmocerus och familjen växtlussteklar.
Artens utbredningsområde är Italien. Inga underarter finns listade i Catalogue of Life.